# 더블패티
《더블패티》는 2021년 공개된 대한민국의 드라마 영화이다.

## 캐스팅
- 신승호: 강우람 역
- 배주현: 이현지 역
- 송지인: 최세영 역
- 이병수: 황세준 역
- 유병훈: 고감독 역
- 이지현: 강지현 역
- 허남준: 한상욱 역
- 백주환: 기호 역
- 곽민석: 최구철 역
- 조달환: 일우 역
- 민성욱: 성환 역
- 정영주: 문희정 역
- 클라라: 외신기자 역
- 지일주: 절세미남 역
- 최광제: 이훈정 역
- 김일중: 김일두 역
- 하정민: 성민 아내 지민정 역
- 선율우: 부심 1 역
- 지일주 : 절세미남 역 (우정출연)

씨름 선수 장사 최정만, 의성군청마늘씨름단 소속 선수 박정우, 영암군민속씨름단 소속 선수 김기태, 윤정수, 이영학, 장성우, 윤성민, 박병훈, 최성환, 오창록, 박정민, 김현수, 이민호, 박권익, 장영진, 이병하가 특별출연하였다.